# اليكس تشيزاك
اليكس تشيزاك (بالإنجليزية: Alex Cisak)‏ (19 مايو 1989 بكراكوف في بولندا - ) هو لاعب كرة قدم بولندي وأسترالي في مركز حراسة المرمى. شارك مع منتخب أستراليا تحت 20 سنة لكرة القدم. أما مع النوادي، فقد لعب مع أكسفورد يونايتد وأولدهام أثلتيك وساوث هوبارت أفسي وليستر سيتي ونادي أكرينغتون ستانلي ونادي بورتسموث ونادي بيرنلي ونادي يورك سيتي ونادي تاموورث ونادي ليتون أورينت.

## وصلات خارجية
- اليكس تشيزاك على موقع قاعدة بيانات كرة القدم.إي يو (الإنجليزية)
- اليكس تشيزاك على موقع Soccerbase.com (لاعب) (الإنجليزية)
- اليكس تشيزاك على موقع Soccerway.com (الإنجليزية)
- اليكس تشيزاك على موقع عالم كرة القدم.نت (الإنجليزية)
- اليكس تشيزاك على موقع AS.com (الإسبانية)